# Ferréol Cannard
Pour les articles homonymes, voir Cannard.
Ferréol Cannard, né le 28 mai 1978 à Morez (Jura), est un biathlète français. 

## Biographie
Comme la plupart des biathlètes, Ferréol a d'abord commencé le ski de fond avant de passer au biathlon à 16 ans. Après avoir disputé les championnats du monde juniors en 1998, il fait des débuts remarqués en Coupe d'Europe en mars 1999 à Champex-Lac où il obtient notamment la deuxième place de l'individuel. Il court sa première épreuve en Coupe du monde à Pokljuka en décembre de la même année, mais ce n'est qu'à partir de la saison suivante, 2000-2001, qu'il intègre à part entière le groupe de l'équipe de France en Coupe du monde. Disposant d'un très bon tir, il devient un membre important du relais français avec lequel il remporte la médaille de bronze aux Championnats du monde 2004 puis aux Jeux olympiques de Turin en 2006. Il fait partie aussi d'un relais gagnant en 2003 à Ruhpolding, sa seule victoire en Coupe du monde. Sur le plan individuel ses résultats sont plus modestes, mais il compte tout de même huit top 10, avec deux sixièmes places comme meilleures performances. Il effectue sa meilleure saison en 2003-2004, terminant 23e du classement général de la Coupe du monde. Il prend sa retraite sportive en 2008.
Ferréol Cannard est douanier et moniteur de ski à Lamoura.

## Palmarès

### Jeux olympiques
| Épreuve / Édition   | Individuel | Sprint | Poursuite | Départ groupé                    | Relais                              |
| Salt Lake City 2002 | 77e        | -      | -         | Épreuve inexistante à cette date | -                                   |
| Turin 2006          | -          | 31e    | 40e       | -                                | Médaille de bronze, Jeux olympiques |

- - : pas de participation à l'épreuve.

### Championnats du monde
| Mondiaux \ Épreuve         | Individuel | Sprint   | Poursuite | Départ en masse | Relais                    | Relais mixte                     |
| 2001 Pokljuka              | 38e        | 49e      | Abandon   | -               | -                         | Épreuve inexistante à cette date |
| 2003 Khanty-Mansiïsk       | 43e        | 72e      | -         | -               | 13e                       | Épreuve inexistante à cette date |
| 2004 Oberhof               | 21e        | 27e      | 25e       | -               | Médaille de bronze, monde | Épreuve inexistante à cette date |
| 2005 Hochfilzen/ Khanty-M. | 15e        | 21e      | 12e       | 20e             | 5e                        | 5e                               |
| 2006 Pokljuka              | JO Turin   | JO Turin | JO Turin  | JO Turin        | JO Turin                  | 11e                              |
| 2007 Antholz-Anterselva    | -          | 59e      | 43e       | -               | 10e                       | -                                |
| 2008 Östersund             | -          | 32e      | 34e       | -               | 5e                        | -                                |

Légende :

 : épreuve inexistante

- : n'a pas participé à l'épreuve

### Coupe du monde
- Meilleur classement général : 23e en 2004.
- Meilleur résultat individuel : 6e.
- 10 podiums en relais dont 1 victoire.